# Ksar Tlalet Ech Chehbane
Ksar Tlalet Ech Chehbane, également appelé  Ksar Tlalet, Ksar Tlelet ou Ksar Ech Chehbane, est un ksar de Tunisie situé dans le gouvernorat de Tataouine.

## Localisation
Le ksar est situé au centre du village oasis de Tlalet, au cœur d'un paysage de collines entre Ghomrassen et Tataouine. La mosquée et le marabout de Sidi Chahbane, un cimetière, un ancien pressoir et des grottes se trouvent à proximité immédiate.

## Histoire
Ancien, le ksar est construit dans le cadre du processus d'arabisation des Berbères Chehbane.

## Aménagement
Le ksar de forme triangulaire (100 mètres de côté) compte environ 90 ghorfas, réparties surtout sur un seul étage, avec quatre d'entre elles sur deux étages. Presque toutes ont une porte en bois et certaines s'ouvrent vers l'extérieur pour être utilisées comme locaux commerciaux.
L'ensemble est restauré en 2008 sous la direction de l'Institut national du patrimoine.